# Grangettes
Grangettes es una comuna suiza del cantón de Friburgo, situada en el distrito de Glâne. Limita al norte con la comuna de Massonnens, al este con Le Châtelard, al sureste con Marsens y Sâles, y al sur y oeste con Vuisternens-devant-Romont.